# Campionato mondiale maschile di hockey su pista Ginevra 1953
Il Campionato mondiale di hockey su pista 1953 (in inglese 1953 Roller Hockey World Cup) è stata la nona edizione della massima competizione per le rappresentative di hockey su pista maschili maggiori e fu organizzata dalla Fédération Internationale de Roller Sports. La competizione si svolse dal 29 maggio al 6 giugno 1953 a Ginevra in Svizzera. 
La vittoria finale è andata alla nazionale dell'Italia che si è aggiudicata il torneo per la prima volta nella sua storia.
Il torneo fu valido anche come 19ª edizione del campionato europeo.

## Formula
Il campionato del mondo 1953 vide la partecipazione di tredici squadre nazionali e per la prima volta fu strutturato in due fasi distinte. Nella prima fase le squadre furono divise in due gironi (uno da sei e uno da sette); tali gironi furono organizzati tramite un girone all'italiana con gare di sola andata; erano assegnati due punti per l'incontro vinto, un punto a testa per l'incontro pareggiato e zero la sconfitta. Al termine della prima fase le prime due selezioni nazionali di ogni gruppo disputarono un girone finale con la medesima formula della prima fase; la squadra prima classificata del girone finale venne proclamata campione del Mondo.

## Squadre partecipanti
| Squadra        | Part. Nº | Partecipazioni precedenti al torneo            |
| -------------- | -------- | ---------------------------------------------- |
| Belgio         | 9        | 1936, 1939, 1947, 1948, 1949, 1950, 1951, 1952 |
| Brasile        | 1        | Esordiente                                     |
| Danimarca      | 3        | 1951, 1952                                     |
| Egitto         | 4        | 1948, 1950, 1952                               |
| Francia        | 9        | 1936, 1939, 1947, 1948, 1949, 1950, 1951, 1952 |
| Germania Ovest | 5        | 1936, 1939, 1950, 1951                         |
| Inghilterra    | 9        | 1936, 1939, 1947, 1948, 1949, 1950, 1951, 1952 |
| Irlanda        | 2        | 1951                                           |
| Italia         | 9        | 1936, 1939, 1947, 1948, 1949, 1950, 1951, 1952 |
| Paesi Bassi    | 6        | 1948, 1949, 1950, 1951, 1952                   |
| Portogallo     | 9        | 1936, 1939, 1947, 1948, 1949, 1950, 1951, 1952 |
| Spagna         | 7        | 1947, 1948, 1949, 1950, 1951, 1952             |
| Svizzera       | 9        | 1936, 1939, 1947, 1948, 1949, 1950, 1951, 1952 |

Nota bene: nella sezione "partecipazioni precedenti al torneo" le date in grassetto indicano la squadra che ha vinto quell'edizione del torneo

## Svolgimento del torneo

### Prima fase

#### Girone A

##### Classifica finale
| Pos | Squadra     | Pt | G | V | N | P | GF | GS | DG  |
| --- | ----------- | -- | - | - | - | - | -- | -- | --- |
| 1.  | Portogallo  | 11 | 6 | 5 | 1 | 0 | 37 | 4  | +33 |
| 2.  | Spagna      | 10 | 6 | 4 | 2 | 0 | 34 | 5  | +29 |
| 3.  | Inghilterra | 8  | 6 | 4 | 0 | 2 | 32 | 13 | +19 |
| 4.  | Paesi Bassi | 7  | 6 | 3 | 1 | 2 | 22 | 18 | +4  |
| 5.  | Brasile     | 3  | 6 | 1 | 1 | 4 | 11 | 32 | -21 |
| 6.  | Irlanda     | 3  | 6 | 1 | 1 | 4 | 8  | 38 | -30 |
| 7.  | Egitto      | 0  | 6 | 0 | 0 | 6 | 9  | 43 | -34 |

##### Risultati
| Ginevra 29 maggio 1953 | Inghilterra | 4 – 2 | Paesi Bassi |  |

| Ginevra 29 maggio 1953 | Portogallo | 8 – 0 | Brasile |  |

| Ginevra 30 maggio 1953 | Irlanda | 4 – 2 | Egitto |  |

| Ginevra 30 maggio 1953 | Spagna         | 3 – 1 | Inghilterra | \| Arbitro: \| Vittorio Mutti \| |
| Arbitro:               | Vittorio Mutti |       |             |                                  |

| Ginevra 30 maggio 1953 | Spagna          | 7 – 0 | Brasile | \| Arbitro: \| Marcel Legendre \| |
| Arbitro:               | Marcel Legendre |       |         |                                   |

| Ginevra 30 maggio 1953 | Inghilterra | 11 – 3 | Egitto |  |

| Ginevra 30 maggio 1953 | Portogallo | 7 – 2 | Paesi Bassi |  |

| Ginevra 31 maggio 1953 | Irlanda | 0 – 10 | Portogallo |  |

| Ginevra 31 maggio 1953 | Brasile | 4 – 6 | Paesi Bassi |  |

| Ginevra 31 maggio 1953 | Inghilterra | 9 – 1 | Irlanda |  |

| Ginevra 31 maggio 1953 | Spagna | 2 – 2 | Paesi Bassi | \| Arbitro: \| Conde \| |
| Arbitro:               | Conde  |       |             |                         |

| Ginevra 1º giugno 1953 | Brasile | 4 – 2 | Egitto |  |

| Ginevra 1º giugno 1953 | Inghilterra | 0 – 3 | Portogallo |  |

| Ginevra 2 giugno 1953 | Brasile | 2 – 2 | Irlanda |  |

| Ginevra 2 giugno 1953 | Spagna       | 1 – 1 | Portogallo | \| Arbitro: \| Giulio Vesce \| |
| Arbitro:              | Giulio Vesce |       |            |                                |

| Ginevra 3 giugno 1953 | Paesi Bassi | 5 – 0 | Irlanda |  |

| Ginevra 3 giugno 1953 | Brasile | 1 – 7 | Inghilterra |  |

| Ginevra 3 giugno 1953 | Egitto | 0 – 11 | Spagna | \| Arbitro: \| Tizon \| |
| Arbitro:              | Tizon  |        |        |                         |

| Ginevra 4 giugno 1953 | Egitto | 1 – 8 | Portogallo |  |

| Ginevra 4 giugno 1953 | Spagna | 10 – 1 | Irlanda |  |

| Ginevra 4 giugno 1953 | Egitto | 1 – 5 | Paesi Bassi |  |

#### Girone B

##### Classifica finale
| Pos | Squadra        | Pt | G | V | N | P | GF | GS | DG  |
| --- | -------------- | -- | - | - | - | - | -- | -- | --- |
| 1.  | Italia         | 9  | 5 | 4 | 1 | 0 | 26 | 8  | +18 |
| 2.  | Svizzera       | 7  | 5 | 3 | 1 | 1 | 16 | 8  | +8  |
| 3.  | Belgio         | 6  | 5 | 3 | 0 | 2 | 22 | 6  | +16 |
| 4.  | Germania Ovest | 6  | 5 | 3 | 0 | 2 | 19 | 12 | +7  |
| 5.  | Francia        | 2  | 5 | 1 | 0 | 4 | 6  | 15 | -9  |
| 6.  | Danimarca      | 0  | 5 | 0 | 0 | 5 | 4  | 44 | -40 |

##### Risultati
| Ginevra 29 maggio 1953 | Svizzera | 4 – 1 | Germania Ovest |  |

| Ginevra 30 maggio 1953 | Belgio | 12 – 0 | Danimarca |  |

| Ginevra 30 maggio 1953 | Italia | 6 – 3 | Germania Ovest |  |

| Ginevra 30 maggio 1953 | Svizzera | 2 – 1 | Francia |  |

| Ginevra 31 maggio 1953 | Germania Ovest | 3 – 1 | Francia |  |

| Ginevra 31 maggio 1953 | Danimarca | 0 – 8 | Svizzera |  |

| Ginevra 31 maggio 1953 | Germania Ovest | 8 – 1 | Danimarca |  |

| Ginevra 31 maggio 1953 | Belgio | 1 – 2 | Italia |  |

| Ginevra 1º giugno 1953 | Belgio | 4 – 0 | Svizzera |  |

| Ginevra 1º giugno 1953 | Francia | 1 – 3 | Italia |  |

| Ginevra 2 giugno 1953 | Danimarca | 2 – 3 | Francia |  |

| Ginevra 2 giugno 1953 | Germania Ovest | 4 – 0 | Belgio |  |

| Ginevra 3 giugno 1953 | Italia | 2 – 2 | Svizzera |  |

| Ginevra 4 giugno 1953 | Danimarca | 1 – 13 | Italia |  |

| Ginevra 4 giugno 1953 | Belgio | 5 – 0 | Francia |  |

### Fase finale

#### Girone 1º - 4º posto

##### Classifica finale
| Pos | Squadra    | Pt | G | V | N | P | GF | GS | DG |
| --- | ---------- | -- | - | - | - | - | -- | -- | -- |
| 1.  | Italia     | 6  | 3 | 3 | 0 | 0 | 8  | 2  | +6 |
| 2.  | Portogallo | 4  | 3 | 2 | 0 | 1 | 8  | 5  | +3 |
| 3.  | Spagna     | 2  | 3 | 1 | 0 | 2 | 2  | 3  | -1 |
| 4.  | Svizzera   | 0  | 3 | 0 | 0 | 3 | 3  | 11 | -8 |

##### Risultati
| Ginevra 4 giugno 1953 | Spagna         | 1 – 0 | Svizzera | \| Arbitro: \| Vittorio Mutti \| |
| Arbitro:              | Vittorio Mutti |       |          |                                  |

| Ginevra 4 giugno 1953 | Italia | 3 – 0 | Portogallo |  |

| Ginevra 5 giugno 1953 | Spagna       | 1 – 2 | Portogallo | \| Arbitro: \| Giulio Vesce \| |
| Arbitro:              | Giulio Vesce |       |            |                                |

| Ginevra 5 giugno 1953 | Italia           | 4 – 2 | Svizzera | \| Arbitro: \| Alvarez Corriols \| |
| Arbitro:              | Alvarez Corriols |       |          |                                    |

| Ginevra 6 giugno 1953 | Spagna      | 0 – 1 | Italia | \| Arbitro: \| Edward Bown \| |
| Arbitro:              | Edward Bown |       |        |                               |

| Ginevra 6 giugno 1953 | Portogallo     | 6 – 1 | Svizzera | \| Arbitro: \| Vittorio Mutti \| |
| Arbitro:              | Vittorio Mutti |       |          |                                  |

#### Finale 5º - 6º posto
| Ginevra 6 giugno 1953 | Belgio | 2 – 1 | Inghilterra |  |

#### Finale 7º - 8º posto
| Ginevra 5 giugno 1953 | Germania Ovest | 4 – 1 | Paesi Bassi |  |

#### Finale 9º - 10º posto
| Ginevra 5 giugno 1953 | Brasile | 1 – 1 | Francia |  |

#### Finale 11º - 12º posto
| Ginevra 4 giugno 1953 | Danimarca | 1 – 5 | Irlanda |  |

## Campionato europeo
Il torneo fu valido anche come diciannovesima edizione dei campionati europei e venne utilizzata la graduatoria finale del campionato mondiale per determinare le posizioni in classifica. L' Italia si aggiudicò per la prima volta il torneo continentale.
| Classifica | Nazionale          |
| ---------- | ------------------ |
| Oro        | Italia (1º titolo) |
| Argento    | Portogallo         |
| Bronzo     | Spagna             |
| 4          | Svizzera           |
| 5          | Belgio             |
| 6          | Inghilterra        |
| 7          | Germania Ovest     |
| 8          | Paesi Bassi        |
| 9          | Francia            |
| 10         | Irlanda            |
| 11         | Danimarca          |